# Гетоар Мјеку
Гетоар Мјеку (рођен 28. септембра 1987. године) је албански адвокат, писац и политичар и актуелни заменик министра економије у ткзв. Републици Косово. Претходно је био заменик министра индустрије, предузетништва и трговине.
Мјеку је стекао високо образовање на Текас Лутхеран Университи и Соутхерн Метходист Университи у Сједињеним Државама . Има активну адвокатску лиценцу у Тексасу и члан је Секције за међународно право. Бавио се праксом у областима привредног и управног права у Сједињеним Државама и на КиМ и писао о међународном праву и албанском језику.
Као адвокат и члан Покрета Самоопредељење, Мјеку је био активан у стратешким парницама против злоупотреба у јавним предузећима, заштити животне средине и енергетском сектору. Као заменик министра, бавио се законодавним иницијативама, трговинским и инвестиционим питањима и државним предузећима. Био је главни аутор Закона о Сувереном Фонду ткзв. Републике Косова, ентитета за управљање богатством и улагања.
Мјеку је заговорник простог језика и критичар регулације албанског језика. Води блог о језику, култури и праву.

## Младост и образовање
Гетоар Мјеку је рођен у Приштини, у СФРЈ, у породици средње класе која је везана за Гњилане и регион Лапа. Његово име, Гетоар, је портманто или иницијализам са називима главних албанских дијалеката и суб-етничких група. Своје породично име објашњава као реч која потиче од латинског медицус, што значи лекар. Његов отац Мехмет је био репортер на Радио Приштини који је покренуо сопствени бизнис након што су радио и телевизија на албанском језику угашене због српске окупације. Његова мајка Фатиме је стоматолог чију је приватну ординацију користила Стоматолошка школа Универзитета у Приштини неколико година, пошто је образовање на албанском језику било потиснуто под српским режимом.
Гетоар и његова породица провели су четири месеца у Француској као избеглице током рата на Косову 1998–1999.
Мјеку је похађао основну и средњу школу Исмаил Кемали и завршио од 9. до 11. разреда на Мехмет Акиф колеџу у Приштини. Са 16 година ангажован је као спортски дилер на РТВ21, где је пратио велике спортске догађаје и годину дана припремао и режирао недељни телевизијски програм о кошарци.
У септембру 2005. Мјеку се преселио у Тексас ради образовања, спонзорисан од стране породице косовских Албанаца. Похађао је школу Мемориал Халл у Хјустону, Тексас, где је дипломирао прославу у мају 2006. Мјеку је тада добио пуну стипендију од Текас Лутхеран Университи, институције либералних уметности у Сегуину, Тексас, где се уписао у програм почасти. Мјеку је дипломирао политичке науке са претходном концентрацијом и дипломирао шпански језик, а дипломирао је с похвалом са дипломом у мају 2010. Током основних студија, провео је семестар на Америчком универзитету у Вашингтону, а летњи програм на Универсидад Национал у Хередији, Костарика .
Као бруцош на факултету, Мјеку је почео да пише за публикације на албанском језику и превео књигу на енглески. Мјеку је радио као емитер за албанску службу Гласа Америке годину дана, 2010–2011, након што је завршио факултет.
У августу 2011, Мјеку се уписао на програм Јурис Доцтор на СМУ Дедман Сцхоол оф Лав у Даласу, Тексас. Био је летњи службеник у фирми са седиштем у Хјустону, похађао правни програм СМУ у Оксфорду и придружио се цивилној клиници СМУ као студентски адвокат и главни саветник. Дипломирао је са похвалом у мају 2014. и тог лета је прошао бар у Тексасу.

## Рана каријера
Након што је дипломирао на правном факултету, Мјеку је радио као адвокат са правним тимом Тхомсон Реутерс и адвокатском канцеларијом са седиштем у Хјустону на великим комерцијалним и имиграционим случајевима. У Србију се вратио крајем 2015. године, где се укључио у организације цивилног друштва и саветовао клијенте о међународним, комерцијалним и административним питањима.
Године 2017. водио је тим адвоката који пружају подршку судијама привредног права у косовским судовима кроз пројекат УСАИД-а. Истовремено је радио као спољни правни експерт за Косовску агенцију за приватизацију, бавећи се сложеним спин-офф случајевима. Његова мишљења су била кључна за повлачење велике државне имовине од индолентних купаца који нису испунили своје обавезе да инвестирају и запошљавају локалне раднике.
Мјеку је 2018. радио са Косовским телекомом, јавним предузећем, где је саветовао менаџмент о лошим уговорима. Иако се већ бавио корупцијом у јавном сектору, постајао је све убеђенији да је потребна политичка акција да би се подржала његова улога адвоката.
До 2019. године, Мјеку је био запослен као правни савјетник на ГИЗ пројекту савјетовања општина о управљању отпадом и корпоративном управљању.

## Политичка каријера
Од повратка у Србију 2015, Мјеку је редовно критиковао владу по питању владавине права и спољне политике. Он је 2018. године спонзорисао петицију против планова председника Хашима Тачија да подели Косово као део мировног споразума са Србијом.
Мјеку се 25. августа 2019. званично придружио Покрету Самоопредељење, само неколико дана након што се Скупштина сама распустила. Био је кандидат на парламентарним изборима одржаним те године, са фокусом на владавину права и економски развој. Сакупио је 4527 гласова — више од већине кандидата, али недовољно да добије место у 7. парламенту.
Након што је прва Куртијева влада положила заклетву у фебруару 2020. године, Мјеку је био правни савјетник министарке економије, запошљавања, трговине, индустрије, предузетништва и стратешких инвестиција Розете Хајдари . На овој функцији, припремио је кључне владине документе, укључујући одлуке о смени директора 10 од 17 предузећа у власништву централне владе, како би се решио проблем лошег управљања јавном имовином и наметале мере реципроцитета у трговинским односима са Србијом. Он је такође саветовао министра о питањима енергетике, развоја приватног сектора и управљања ККОВИД-19.
Када је Курти свргнут у јуну 2020. године, Мјеку је постао законодавна помоћ за одборнички клуб Ветевендосје.
Као активиста Самоопредељења, Мјеку се укључио у неколико случајева стратешких парница. У децембру 2019. заступао је тужиоца у тужби против енергетског регулатора, тврдећи да је шема подршке тарифама за обновљиве изворе енергије противна важећем закону ЕУ и да је незаконито користила једном олигарху. Док је случај у току, Мјеку је успешно добио забрану приласка, чиме је та шема стављена на крај.
У јулу 2020. Мјеку је представљао синдикат радника Косовског телекома у покушају да поништи неповољан уговор о подели прихода са виртуелним мобилним оператером. У децембру 2020, Мјеку је тада био адвокат активиста Самоопредељења који су тражили забрану приласка три хидроелектране због забринутости за деградацију животне средине. Суд је наложио фабрикама да обуставе рад, док се одговарајуће дозволе и лиценце ревидирају.
Мјеку је 29. марта 2021. године именован за замјеника министра индустрије, предузетништва и трговине у другој Куртијеви влади, враћајући се на посао са министром Хајдаријем. Он је првенствено помогао у законодавној реформи, са 11 закона предложених током прве године на власти. Кључни законски предлози укључују нови закон о инвестицијама, тржишту горива, спољној трговини, конкуренцији, инспекцијама, интелектуалној својини и контроли цена.
1. септембра 2022. године премештен је на место заменика министра у Министарство привреде, које је надлежно за енергетику, руднике, ИКТ и јавна предузећа. Мјеку је првенствено надгледао државна предузећа, која укључују највеће енергетске и рударске оператере у земљи, пошту, водећег телеком провајдера, жељезнице и водоводне компаније и компаније за наводњавање. Он је ко-предводио радну групу која је израдила нацрт закона о Сувереном фонду ткзв. Републике Косова, стратешком ентитету за управљање богатством и инвестицијама, који је поздрављен као реформска реформа за привреду Косова и Метохије.

## Погледи на језик
Мјеку је познат као заговорник реформе албанског језика, критикујући језичку политику коју је наметнуо комунистички режим у Албанији и коју је одржавао ради политичке сврсисходности током транзиције ка демократији. Он позива писце да слободно користе Гхег лексикон, инфинитив 'ме+' и редуковани партицип, који одражавају говорни језик већине Албанаца. Његов јавни говор је обележен његовом употребом дијалекта Гхег, док његово писање нон-фицтион варира између стандарда заснованог на Елбасану и модификованог Тоск стандарда .
Мјеку је такође подстицао писање на једноставном језику. Он је усвојио технике које је његов професор Брајан Гарнер подучавао косовском законодавству и судским документима, чак је направио нацрт предложеног устава за Косово да би показао свој стил. Такође је превео одабране списе Џорџа Орвела, укључујући његов есеј о "Политика и енглески језик".